# Templo de San Fernando (México)
El Templo de San Fernando es un templo católico ubicado en la colonia Guerrero, junto al panteón del mismo nombre. Formó parte del Colegio Apostólico de Propaganda Fide de San Fernando  de la Orden de los Franciscanos, en donde se formaban los misioneros que participaron en la evangelización de la Nueva España.
Construido bajo la advocación de San Fernando Rey, es un ejemplo del barroco novohispano.

## Historia
Hacia 1730 los misioneros del Colegio de Propaganda Fide de Querétaro decidieron fundar un colegio en la Ciudad de México. En enero de 1731 el virrey marqués de Casafuerte autorizó la fundación del colegio y los misioneros compraron con este fin unos terrenos sobre la calzada México-Tacuba que pertenecían al Sr. Agustín Oliva. En 1735 se puso la primera piedra de la iglesia, la cual fue realizada en estilo barroco y terminada hacia 1751 por los arquitectos Manuel Álvarez y José Eduardo de Herrera, con retablos del célebre maestro ensamblador José Joaquín de Sáyago.
Dentro del templo fueron enterrados Bernardo de Gálvez y su padre Matías de Gálvez y Gallardo, ambos virreyes de Nueva España.
Con la aplicación de las Leyes de Reforma en diciembre de 1860 el colegio fue desalojado y dividido en tres lotes, la iglesia y la biblioteca fueron saqueadas y los retablos destruidos. A principios del siglo XX la sillería del coro fue llevada a la basílica de Guadalupe y el colegio destruido en su totalidad.
Desde el sismo de septiembre de 2017, el acceso al templo y al panteón están prohibidos por los riesgos derivados de los daños estructurales sufridos por el complejo arquitectónico.

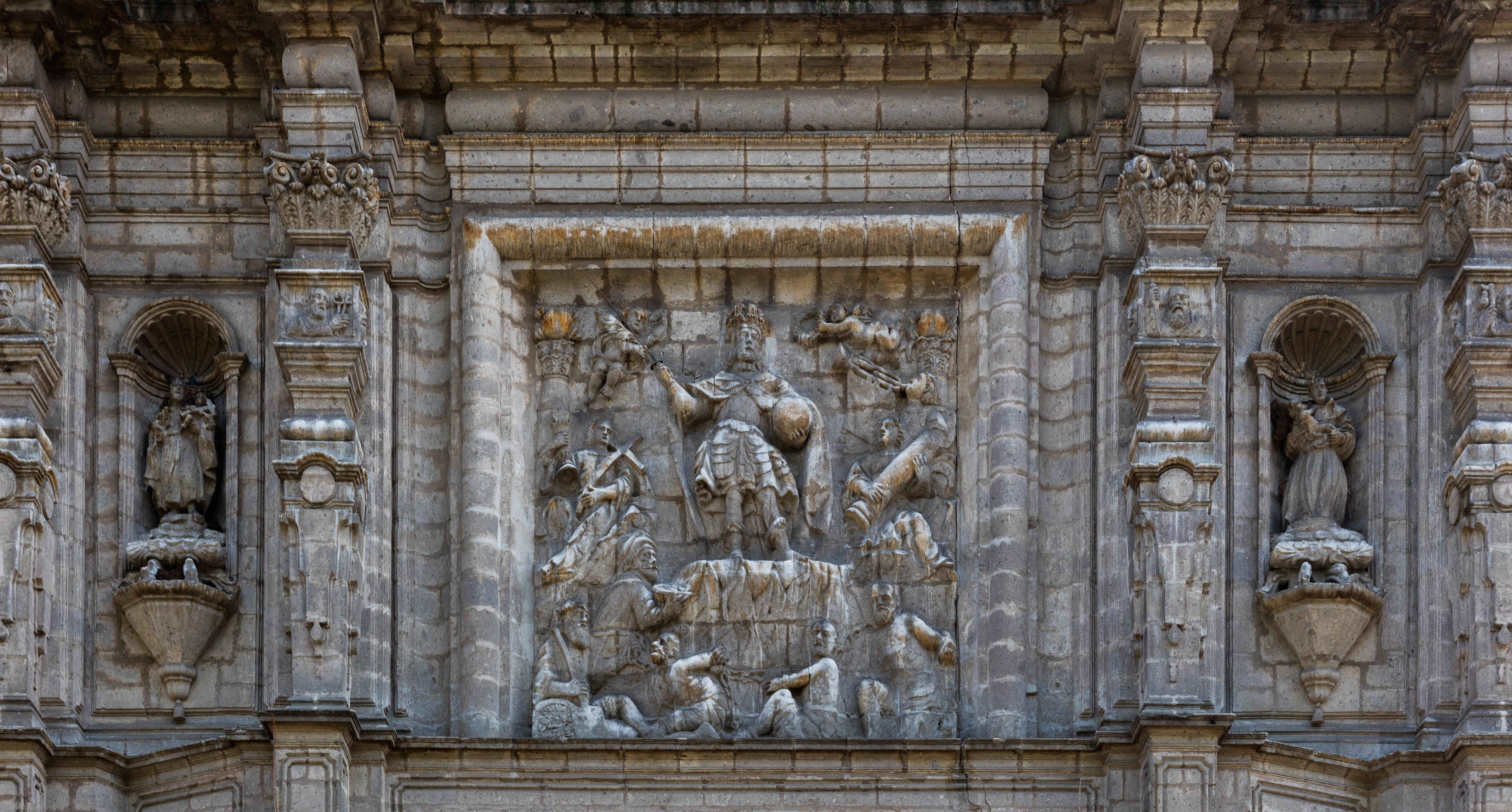
Detalle de la portada.